# Haimendorf

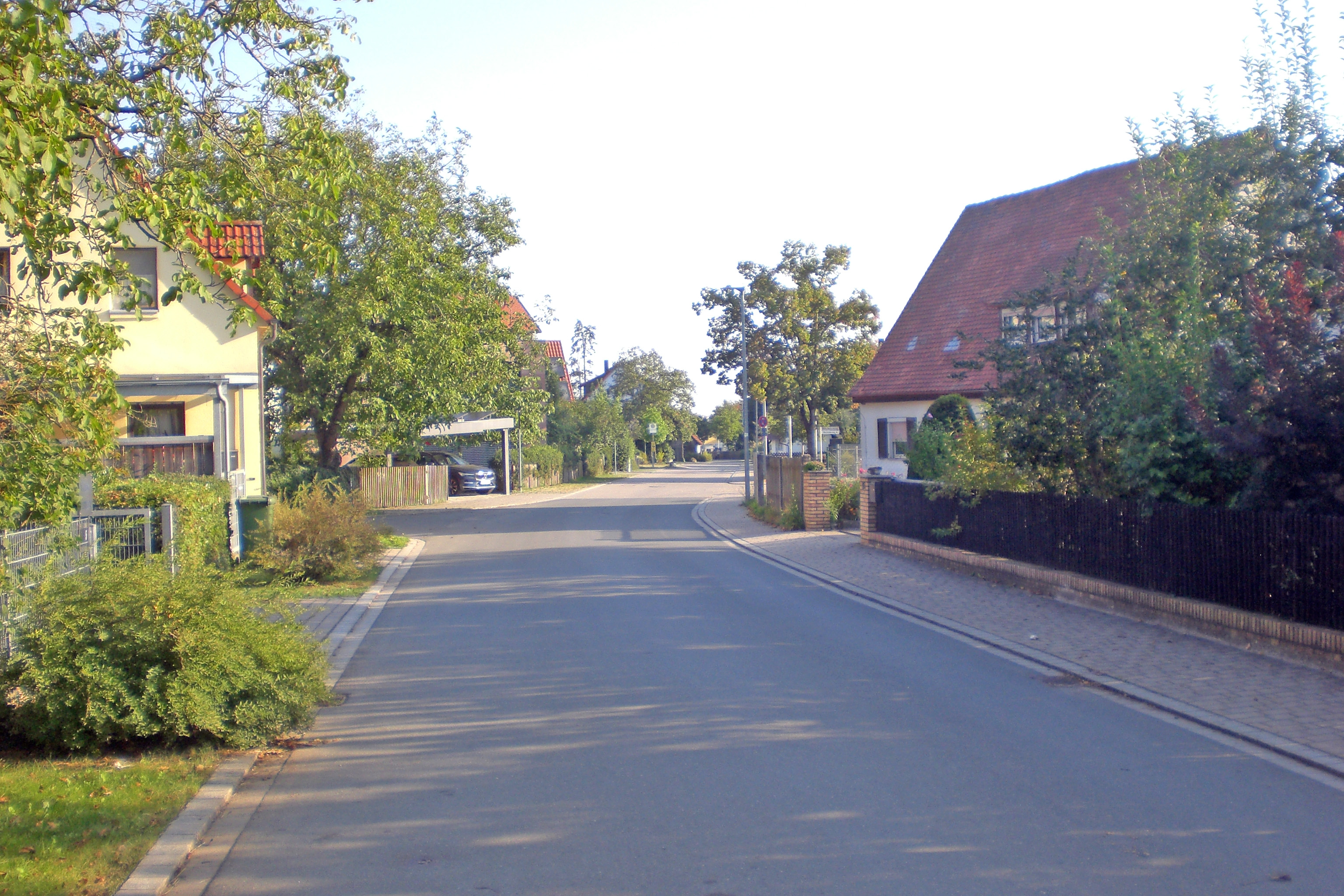
Ortsstraße (2024)

Haimendorf ist ein Gemeindeteil der Stadt Röthenbach an der Pegnitz im Landkreis Nürnberger Land (Mittelfranken, Bayern). Die Gemarkung Haimendorf hat eine Fläche von 3,991 km². Sie ist in 1173 Flurstücke aufgeteilt, die eine durchschnittliche Flurstücksfläche von 3402,56 m² haben. In ihr liegen neben dem namensgebenden Ort die Gemeindeteile Grüne Au, Moritzberg, Renzenhof und Rockenbrunn.

## Geografische Lage
Das Dorf liegt  direkt am Fuße des Moritzberges (Frankenalb), einem Ausläufer des Fränkischen Juras. Es bildet mit Rockenbrunn und Diepersdorf im Süden eine geschlossene Siedlung. Eine Gemeindeverbindungsstraße führt nach Diepersdorf zur Staatsstraße 2240 (1 km südlich) bzw. direkt zur St 2240 (1,2 km nordwestlich). Eine weitere Gemeindeverbindungsstraße führt an Grüne Au vorbei ebenfalls zur St 2240 (1,3 km westlich).

## Geschichte
In Urkunden von 1300 bis 1311 wird der Ministeriale „Friedrich von Haimendorf“ genannt. Diese Familie besaß den Rittersitz bis etwa 1380. Er kam danach an verschiedene Besitzer, unter anderem (nach 1387) an den reichen Montanunternehmer Herdegen Valzner. 1448 folgten die von Seckendorff, die Haimendorf wiederum 1452 an den Nürnberger Patrizier Herdegen Tucher veräußerten, 1476 kam der Besitz schließlich mit der Heirat der Anna Tucher an Sigmund Fürer. Seither ist er bis heute der Stammsitz der Nürnberger Patrizierfamilie der Fürer von Haimendorf.
Wahrscheinlich lag die Haimendorfer Burg bereits seit dem Ersten Markgrafenkrieg 1449 in Schutt und Asche. Ab 1512 ließ der Sohn von Anna und Sigmund, Christoph III. Fürer, ein neues Fachwerkgebäude auf einem hohen massiven Sockelgeschoss erbauen, doch bereits 1552 zerstörte im Zweiten Markgrafenkrieg der Markgraf von Ansbach, Albrecht Alkibiades, als er im Nürnberger Land sein Unwesen trieb, diesen Neubau. Der Administrator der Familienstiftung Carl Fürer und seine Brüder ließen das Schloss von 1562 bis 1566 wieder aufbauen. Carl Fürer und sein berittener Knecht wurden jedoch 1567 auf dem Weg nach Haimendorf an der Straße von Schwaig nach Diepersdorf von Räubern erschlagen; aber sein blutverschmiertes Pferd lief mitsam dem Geld in den Satteltaschen, auf das es die Räuber abgesehen hatten, allein nach Hause. An dieses tragische Ereignis erinnert bis heute am Tatort der sogenannte Fürerstein.

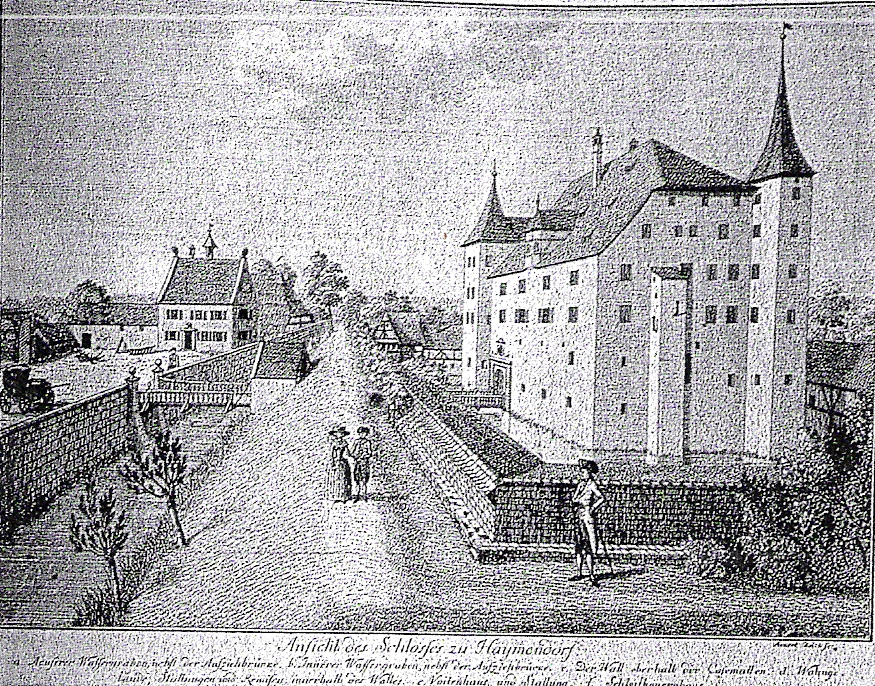
Das Fürerschloss um 1790 mit Wall und Gräben

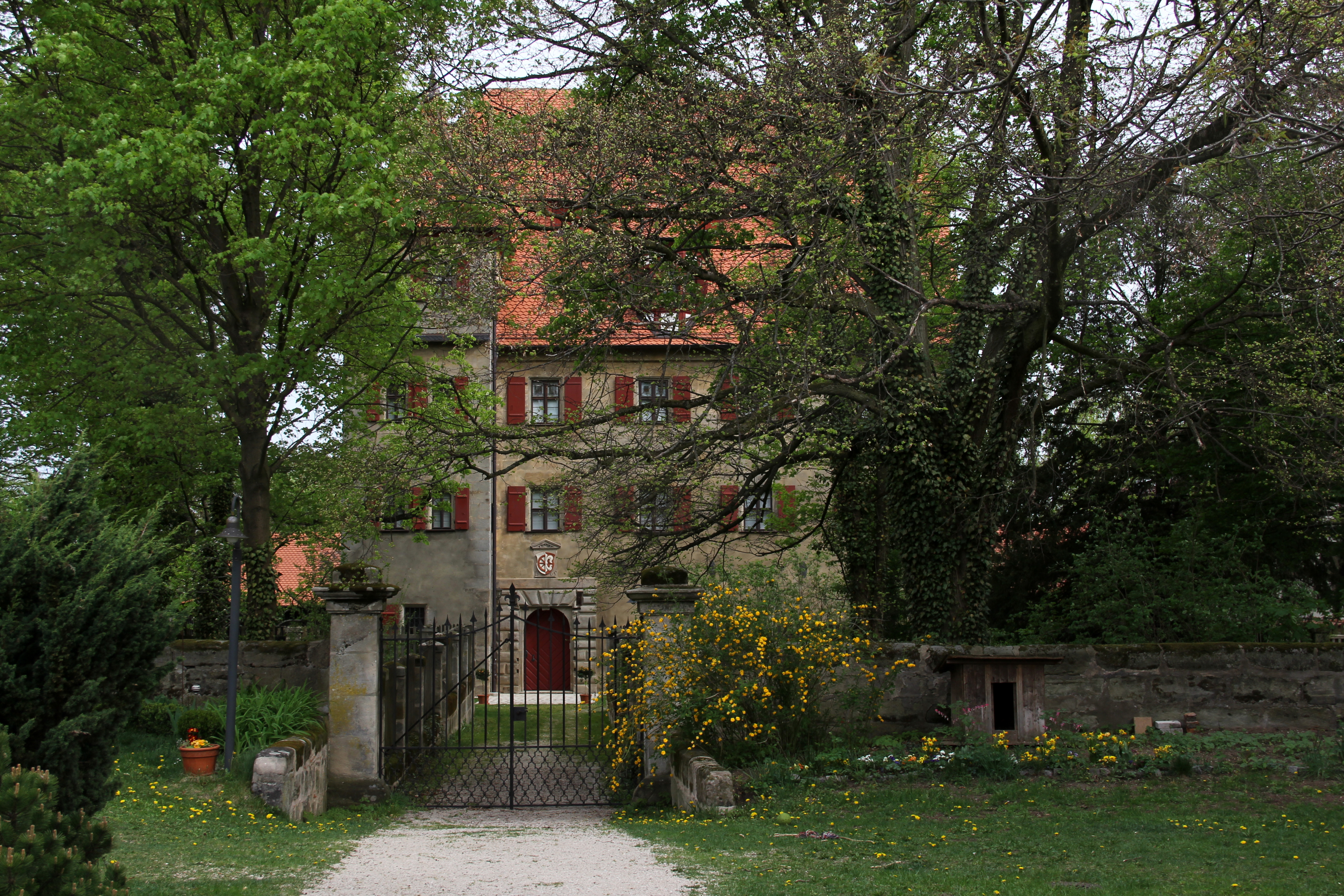
Das Eingangstor zum Schloss

Bei dem Neubau des Schlosses wurden die Fundamente und Mauern des Vorgängerbaues genutzt, das Gebäude jedoch auf einem Pfahlrost in den Wassergraben hinein vergrößert. In dieser Form ist das Schloss bis heute erhalten, samt originalem Krüppelwalmdach mit zwei Ecktürmen samt Spitzhelmen. Das Gebäude zeigt sich heute steinsichtig, Fassungsreste bezeugen für die Bauzeit jedoch einen hellroten Fassadenanstrich mit weißem Scheinfugennetz. Über dem Eingang befindet sich das Wappen derer von Fürer mit der Jahreszahl „1565“. Das Herrenhaus stand einst in einem inneren Wassergraben, dem im Abstand von etwa 10 Metern eine hohe innere Wallanlage folgte. Diese wurde von einem teilweise bis heute erhaltenen zweiten, ebenfalls mit Werksteinmauerwerk gefütterten Wassergraben umfasst. Von der im Süden des Schlosses gelegenen Vorburg gelangte man ursprünglich auf Zugbrücken über die Wassergräben. Im 19. Jahrhundert wurden die Wälle der Süd- und Westseite abgetragen, die Gräben aufgefüllt und in Gartenanlagen verwandelt. Das Innere hat weitgehend die bauzeitlichen Konstruktionen und Ausstattungen bewahrt.
Ende der 1990er Jahre nahm sich Marie-Luise Fürer von Haimendorf-Edle von Oetinger der Restaurierung des Schlosses an. Nach ihrem Tod 2005 führte ihr Mann, Bolko von Oetinger, mit Unterstützung der drei Töchter die Arbeiten in ihrem Sinne fort. 2011 wurde die Restaurierung in München mit dem Denkmalpreis der Hypo-Kulturstiftung prämiert. Schloss Haimendorf gilt als einer der bedeutendsten und besterhaltenen Adelssitze der Renaissance in Franken. Es ist im Wesentlichen so erhalten, wie es 1565 erbaut wurde.
Christoph Fürer von Haimendorf war Anfang des 18. Jahrhunderts Präses des Pegnesischen Blumenordens, einer 1644 gegründeten Sprach- und Literaturgesellschaft aus der Barockzeit, die den Moritzberg zu ihrem Parnass erklärte. Auf dem Moritzberg befindet sich die Kapelle St. Mauritius der Fürer von Haimendorf.
Mit dem Gemeindeedikt (frühes 19. Jahrhundert) wurde Haimendorf dem Steuerdistrikt Diepersdorf zugeordnet. Zugleich entstand die Ruralgemeinde Haimendorf, zu der Moritzberg, Renzenhof und Rockenbrunn gehörten. Sie unterstand in Verwaltung und Gerichtsbarkeit dem Landgericht Altdorf. Im Zuge der Gebietsreform in Bayern wurde Diepersdorf am 1. Juli 1972 nach Röthenbach eingemeindet.

### Baudenkmäler

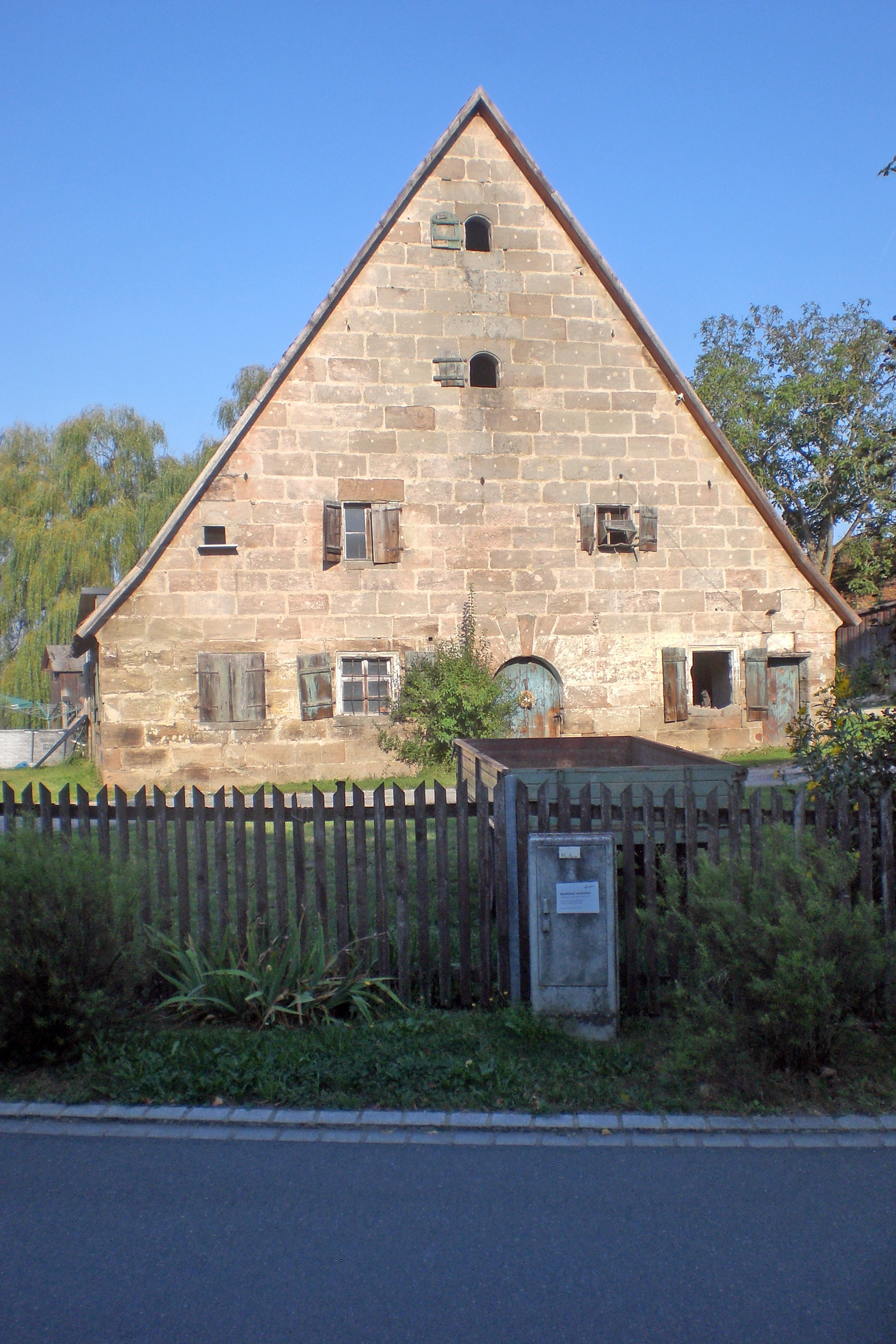
Baudenkmal in Haimendorf (2024)

- Schloss Haimendorf
- Voitenhaus
- zwei Wohnstallhäuser
- Scheune
- Torpfeiler

### Einwohnerentwicklung von Haimendorf
| Jahr          | 1910 | 1933 | 1939 | 1987         | 2014 |
| Einwohnerzahl | 341  | 327  | 334  | 328 (nur H.) | 630  |

## Naturdenkmäler
Das Naturdenkmal Klingender Wasserfall liegt in der Hüttenbachschlucht bei Haimendorf. Ebenfalls in der Nähe befindet sich die sehenswerte Quelle Sprosselbrunnen.